# عمارة النقاء

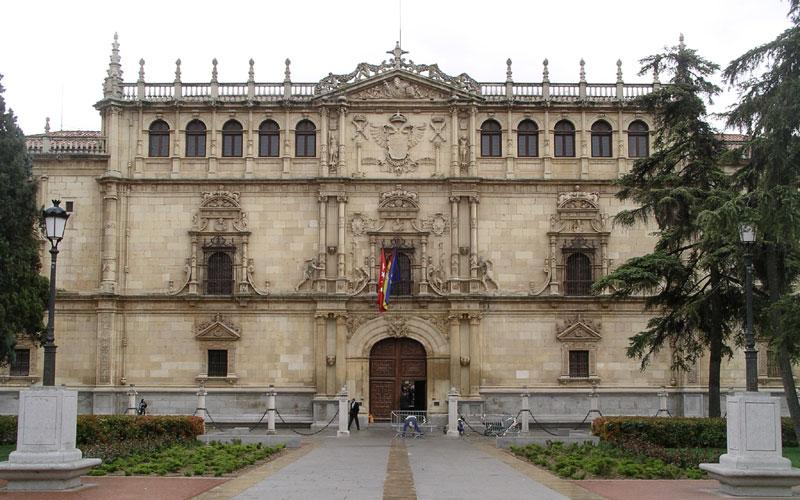
أحد القصور من حقبة عمارة النقاء.

عمارة بيورزمية (بالإنجليزية:Purism architecture) هو مصطلح تاريخي يشير إلى المرحلة الأولى من عصر النهضة المعماري في إسبانيا، في فترة ما بين 1530 و 1560.